# テンプリズム
『テンプリズム』は、曽田正人による日本の漫画作品。原案は瑞木奏加。曽田正人初のファンタジー作品で、『ビッグコミックスピリッツ』（小学館）にて、2014年25号から2015年8号まで連載。その後、『コミック小学館ブックス』にて、完全デジタル連載となり、2017年1月30日に完結。ウェブコミックアプリマンガボックスでは、数話遅れでオールカラー版が連載している。

## あらすじ
少年ツナシは、伝説の「光の剣士（オロメテオール）」という希望を周囲から託されていたが、自らの運命を受け入れられずにいた。しかし家臣ユイの命がけの策略によって、「光の剣士」として覚醒。ツナシはユイとの誓いを果たすために、世界を支配しようとしている骨（グウ）の国を打倒する旅へと出た。

## 登場人物
声は、2014年のENSOKUでのモーションコミック版。
ツナシ
声：花江夏樹
眼帯の下に、伝説の秘力を宿す「光の剣士」であり、旧カラン王国第110代王子。ユイとの誓いを果たすために、骨の国と闘っている。
ユイ・サンセル
声：細谷佳正
ツナシに厚く仕える忠臣。絶命したかに見えたが復活を遂げ、骨の国の軍部へ潜入し、ツナシへと情報提供している。
事九（コトキュー）
声：祐仙勇
深い智慧を持つ旧カラン王国の長老。骨の国に占領されたカランの地に隠れており、王宮跡でニキと対峙。ツナシとニキの戦いの最中にニキを庇い、その命を落としてしまう。
アップン・デサロート
声：小西克幸
骨の国の脱走兵。骨の国と闘うことを逃げていたが、ツナシに巻き込まれたことで機械兵と闘い、ツナシの仲間になる。
ゴート
最速の大鷹を操る孤高の鷹匠。他人のために闘うツナシに一目置いており、行動を共にする。
ニキ・メノン
声：豊口めぐみ
骨の国の闇の戦士。「光の剣士」に対して異常なほどの殺意を抱いている。ツナシをおびき寄せるため、王宮跡で事九に接近した。
アモウ・スーラ
骨の国で騎士団を率いる「若き英傑（エクスバルテン）」。「光の剣士」を抹殺するため、追跡を続けている。ベルナの兄。
ベルナ
骨の国の諜報部に所属し、変装術などを習得している。ニキの幼馴染。アモウの妹。
バスコン
骨の国の騎士団、アモウの部下。常に一歩引いて、アモウへ助言する。

## 作中用語
オロメテオール
カラン王族に伝わる伝説の秘力。ツナシはニキとの戦いで鳥を取り込み、羽を生やした。
ライタイト
骨の国の「技術」によって「製造」されている、エネルギーを発する石。機械兵の活力源でもあり、ライタイトの開発によって、骨の国は強大な国になった。
魔力（モリ）
ライタイトのエネルギーを使って、ニキは長年の修行とその才能により、ライタイトなしでも魔力がだせるようになった。
機械兵（モリビーン）
骨の国が開発した機械の兵士。人間の3倍程の大きさであり、高い戦闘能力と索敵能力を誇る。ライタイトを活力源としているため、魔力を使えるものだけが機械兵を操作できる。どれだけダメージを受けても動き続けるが、頭部に強い衝撃を受けた時、数秒間だけ機能停止する。
骨の国
元々、東の大陸に一する小国に過ぎなかったが、20年前に「未知なる技術」を手にいれる。その後、圧倒的な威力を背景に周辺諸国を侵攻。「物が二つになるが悪しきなり」という国是のもと、世界をひとつの色に染め上げようと目論む。
旧カラン王国
骨の国の占領下にある国。かつては、ツナシやユイの祖国であった。カランの王族には代々人智の及ばぬ特別な力を持って生まれる者が多く、ツナシもその1人。王都の外れの森でツナシとニキの激闘が行われた。
アイリッカ国
農業や林業が盛んな、山岳地帯にある国。ツナシが初めて覚醒し、ニキとニキの父の操る機械兵が殲滅された。また、放浪していたアップンが「光の剣士」を見たのもこの国。アイリッカを含む近隣諸国では「人間が進歩しすぎると災いが起きる」という、ある聖人の言い伝えが根強く残っている。

## 書誌情報
- 曽田正人 『テンプリズム』 小学館〈ビッグコミックス〉、全12巻
  1. 2014年8月29日発売[1]、ISBN 978-4-09-186410-9
  2. 2014年11月28日発売[2]、ISBN 978-4-09-186659-2
  3. 2015年2月27日発売[3]、ISBN 978-4-09-186778-0
  4. 2015年5月29日発売[4]、ISBN 978-4-09-187108-4
  5. 2015年7月30日発売[5]、ISBN 978-4-09-187259-3
  6. 2015年10月30日発売[6]、ISBN 978-4-09-187389-7
  7. 2015年12月28日発売[7]、ISBN 978-4-09-187394-1
  8. 2016年3月30日発売[8]、ISBN 978-4-09-187579-2
  9. 2016年5月30日発売[9]、ISBN 978-4-09-187690-4
  10. 2016年8月30日発売[10]、ISBN 978-4-09-187813-7
  11. 2016年11月30日発売[11]、ISBN 978-4-09-189290-4
  12. 2017年2月28日発売[12]、ISBN 978-4-09-189447-2